# Marlon Santos
Marlon Arator Santos da Rosa, conhecido como Marlon Santos (Cachoeira do Sul, 25 de setembro de 1975), é um médium e político brasileiro filiado ao Partido Liberal (PL). Bacharel em ciência política, foi deputado federal pelo Rio Grande do Sul.

## Biografia
Marlon ficou famoso em sua cidade natal aos 22 anos, ao mostrar seus supostos poderes mediúnicos, dizendo-se capaz de curar pessoas. Tais atos, entretanto, lhe renderam uma advertência por parte do Conselho de Medicina por estar fazendo não só cirurgias espirituais, mas também de cunho médico.
Graças a sua popularidade, tornou-se vereador e, em 2002, foi eleito deputado estadual do Rio Grande do Sul pelo Partido da Frente Liberal, atual Democratas. Não concluiu o mandato, pois em 2004 candidatou-se a prefeito de Cachoeira e foi eleito. Hoje, Marlon está no Partido Democrático Trabalhista (PDT). Elegeu-se deputado estadual, cargo assumido pela segunda vez. Nas eleições de 2010, Marlon obteve 33.174 votos, mas ficou na suplência na bancada do PDT. Assumiu, na Assembleia Legislativa a vaga de Ciro Simoni e de Adroaldo Loureiro, indicados para assumir outros cargos públicos no Executivo estadual. Durante seu último mandato no cargo, votou a favor do aumento do ICMS, a favor da aprovação da Lei de Responsabilidade Fiscal Estadual e contra a extinção de fundações. Marlon não votou ou esteve ausente nas votações sobre privatizações e de adesão ao Regime de Recuperação Fiscal (RRF).

### Deputado federal
Na eleição estadual de 2018, Marlon se elegeu deputado federal. Em seu mandato na câmara, Marlon cronologicamente votou a favor da PEC da Reforma da Previdência e de excluir os professores nas regras da mesma; a favor da MP da Liberdade Econômica; contra cobrança de bagagem por companhias aéreas; contra incluir políticas LGBTs na pasta de Direitos Humanos; a favor do PL 3723 que regulamenta a prática de atiradores e caçadores; a favor do  "Pacote Anti-crime" de Sergio Moro; a favor do Novo Marco Legal do Saneamento;  a favor da suspensão do mandato do deputado Wilson Santiago (PTB/PB), acusado de corrupção; contra a MP 910 (conhecida como MP da Grilagem); a favor da flexibilização de regras trabalhistas durante a pandemia; a favor do congelamento do salário dos servidores; contra a anistia da dívida das igrejas; a favor e depois contra destinar verbas do novo FUNDEB para escolas ligadas às igrejas;  contra a manutenção da prisão do deputado bolsonarista Daniel Silveira (PSL/RJ); a favor da validação da PEC da Imunidade Parlamentar; a favor da PEC Emergencial (que trata do retorno do auxílio emergencial por mais três meses e com valor mais baixo); a favor que empresas possam comprar vacinas da COVID-19 sem doar ao SUS; contra classificar a educação como "serviço essencial" (possibilitando o retorno das aulas presenciais durante a pandemia) e a favor de acabar com o Licenciamento Ambiental para diversas atividades. Marlon esteve ausente nas votações que decidiram sobre a MP 867 (que segundo ambientalistas alteraria o Código Florestal anistiando desmatadores); a criminalização de responsáveis por rompimento de barragens; possíveis alterações no Fundo Eleitoral; a ajuda financeira aos estados durante a pandemia de COVID-19 (primeiro texto); o Contrato Verde e Amarelo; a convocação de uma Convenção Interamericana contra o Racismo e a autonomia do Banco Central.
Em 2021, apareceu na lista de 30 parlamentares apurada pelo jornal O Estado de S. Paulo que veio a rastrear os políticos que destinaram verbas públicas para compras de tratores e máquinas agrícolas em transações sob suspeita de superfaturamento, esse procedimento foi feito cruzando dados de uma planilha interna do Ministério do Desenvolvimento Regional e um relatório da Controladoria-Geral da União (CGU), além de Marlon Santos, outros três deputados gaúchos figuram na lista, são eles: Giovani Cherini, Lucas Redecker e Maurício Dziedricki.

### Infidelidade partidária e desfiliação do PDT
O mandato do deputado Marlon Santos ficou marcado por diversas demonstrações de infidelidade partidária nas votações da Câmara de Deputados. O mais proeminente desses episódios, foi seu voto favorável à reforma da previdência através da Emenda Constitucional nº 103, de 13 de novembro de 2019. Na ocasião, Marlon Santos e mais sete parlamentares contrariaram a decisão coletiva tomada durante a XXV Convenção Nacional do PDT, onde ficou decidido que a legenda se posicionaria contra a reforma da previdência, nos moldes em que esta proposta fora apresentada. Por conta disso, os oito parlamentares acabaram sendo formalmente punidos com a suspensão do partido por 90 dias, e após findado o prazo da punição, o deputado Marlon Santos foi um dos quatro parlamentares punidos que recorreu ao Tribunal Superior Eleitoral, pedindo sua desfiliação do partido. O TSE, entretanto, não acolheu a pretensão do Deputado, considerando que não foi comprovada a injusta perseguição à Marlon Santos. Com a decisão, o deputado deverá permanecer na sigla até o início da chamada 'janela partidária' – período de 30 dias que ocorre seis meses antes das eleições – em que a legislação eleitoral permite a troca de partido sem perda de mandato. Assim que iniciou-se o ano de 2022, Marlon Santos continuou dando amostras de infidelidade partidária ao ignorar as orientações do PDT, votando favoravelmente ao regime de urgência para a tramitação do projeto de lei que libera a mineração em terras indígenas.

### Denúncias de corrupção
De acordo com a denúncia apresentada pelo Ministério Público Estadual, entre os anos de 2003 e 2004, enquanto atuava como deputado estadual pelo estado do Rio Grande do Sul, Marlon Santos teria exigido que seus assessores devolvessem 7% dos seus salários ao parlamentar - uma prática de improbidade administrativa que se enquadra como peculato, mas que também é popularmente conhecida como "rachadinha". De acordo com o MP, essa quantia serviria para cobrir despesas pessoais do deputado. Acusações adicionais ainda dão conta de que o deputado também teria embolsado verbas parlamentares que cobrem custos com hospedagens diárias, combustível e alimentação. Marlon contestou as acusações na justiça, porém foi condenado por juízo de primeira instância, e viu sua condenação ser confirmada em segunda instância após apelar ao TJ-RS. Na condenação, em 2019, também tinha sido prevista uma multa equivalente ao valor de toda a remuneração recebida enquanto Marlon foi deputado estadual. Entretanto, apesar do TJ-RS ter mantido a condenação, o tribunal entendeu que o valor da multa deveria ser de apenas 10 vezes o último pagamento recebido pelo deputado. Além disso, foi determinada a perda do seu cargo público e a suspensão dos seus direitos políticos.

## Desempenho eleitoral
| Ano  | Eleição                       | Cargo             | Partido | Coligação         | Suplentes/Vice                                | Votos           | Resultado                                          |
| ---- | ----------------------------- | ----------------- | ------- | ----------------- | --------------------------------------------- | --------------- | -------------------------------------------------- |
| 2000 | Municipal de Cachoeira do Sul | Vereador          | PFL     | sem coligação     | Paulo de Souza (PFL), José Nachau (PFL)       | 1.826 (3,98%)   | Eleito (a pessoa mais votada)                      |
| 2002 | Estadual do Rio Grande do Sul | Deputado Estadual | PFL     | PFL / PPS / PTdoB | Reginaldo Pujol (PFL), José Sperotto (PFL)    | 32.845 (0,61%)  | Eleito (50ª pessoa mais votada, 3ª na coligação)   |
| 2004 | Municipal de Cachoeira do Sul | Prefeito          | PFL     | PFL / PSDB        | Hilton de Franceschi (PSDB)                   | 18.315 (35,36%) | Eleito                                             |
| 2004 | Municipal de Cachoeira do Sul | Prefeito          | DEM     | sem dados         | Julio Mahfus (DEM)                            | 19.669 (37,02%) | Não eleito (2º lugar)                              |
| 2010 | Estadual do Rio Grande do Sul | Deputado Estadual | PDT     | PDT / PTN         | —                                             | 33.174 (0,59%)  | Suplente (58ª pessoa mais votada, 8ª na coligação) |
| 2014 | Estadual do Rio Grande do Sul | Deputado Estadual | PDT     | PDT / DEM         | Juliana Brizola (PDT), Vinícius Ribeiro (PDT) | 91.100 (1,63%)  | Eleito (3ª pessoa mais votada, 1ª na coligação)    |
| 2018 | Estadual do Rio Grande do Sul | Deputado Federal  | PDT     | PDT / PMB / PV    | Mano Changes (PV), Alceu Barbosa Velho (PDT)  | 116.483 (2,12%) | Eleito (6ª pessoa mais votada, 1ª na coligação)    |